# Dušan Matović
Dušan Matović (serbisch-kyrillisch Душан Матовић; * 8. Juli 1983 in Belgrad) ist ein serbischer Fußballspieler.

## Leben
Matović begann seine Karriere bei einem kleinen Team in Serbien und spielte dann in der Slowakei und in Litauen. Im Sommer 2011 kam er nach Israel und unterschrieb bei Irouni Kiryat Shmona, mit dem er die erste Meisterschaft in der Vereinsgeschichte gewann. Eine Saison später qualifizierte er sich mit ihnen für das erste Staatspokalfinale in der Vereinsgeschichte, doch sein Team unterlag Hapoel Ramat Gan im Elfmeterschießen. Am 30. Januar 2014 unterschrieb er bei Beitar Jerusalem. Am 15. Januar 2015 erzielte Matović sein Debüttor für den Verein in einem Spiel gegen Hapoel Ashkelon in der achten Runde des Staatspokals, das mit einem 3:3-Unentschieden endete. Am 17. Juni 2015 stimmte Matović einer Verlängerung seines Vertrags mit Beitar Jerusalem um eine Saison mit Option auf eine weitere Saison zu. Am 19. Dezember erzielte er sein erstes Ligator für Beitar Jerusalem beim 1:0-Sieg gegen Maccabi Netanya.
Am 15. Juni 2016 unterschrieb Matović für eine Saison bei Hapoel Kfar Saba. Am Ende dieser Saison verlängerte er seinen Vertrag mit dem Team um eine weitere Saison.
Im Sommer 2018 verließ Matović Israel nach sieben Jahren und unterschrieb bei Minsk in der belarussischen Premier League. Im Januar 2019 kehrte er nach 13 Jahren nach Serbien zurück und unterschrieb bei Vojvodina. Am 19. Dezember 2019 kehrte er nach Israel zurück und unterschrieb bei Bnei Lod in der Nationalliga. Im Sommer 2020 unterschrieb er bei Sekzia Nes Ziona.